# Johannesburger Konvention
Die Johannesburger Konvention  ist eine Festlegung zur Definition von Feinstaub. Sie wurde auf einer Pneumokoniose-Konferenz, die im Februar 1959 im südafrikanischen Johannesburg stattfand, beschlossen. Die Konvention diente dazu, eine Trennfunktion für Staubmessgeräte festzulegen, die der Lungenfunktion nahekommt. Sie basiert auf einer Definition des British Medical Research Council aus dem Jahr 1952.
Nach der Johannesburger Konvention ist Feinstaub „ein Staubkollektiv, das aus einem Abscheidesystem austritt, dessen Wirkung der theoretischen Trennfunktion eines Sedimentationsabscheiders entspricht, der Teilchen mit einem aerodynamischen Durchmesser von 5 µm noch zu 50 % und 7 µm zu 100 % abscheidet“. Auf die Nennung einer scharfen Trenngrenze wurde mit dieser Definition verzichtet. Beim Vergleich von einatembarer Fraktion, thorakaler Fraktion und alveolengängiger Fraktion befindet sich der Trennkorndurchmesser der Johannesburger Konvention zwischen den Trennkorndurchmessern von alveolengängiger und thorakaler Fraktion.
Auf Basis der Johannesburger Konvention erfolgte 1971 die Aufnahme von Feinstaub in die MAK-Liste. Mit der Einführung der Norm EN 481 im Jahr 1993 wurde die Konvention abgelöst. Die Norm EN 481 lässt die Verwendung von Messgeräten, die der Johannesburger Konvention folgen, zur Erfassung der alveolengängigen Fraktion jedoch weiterhin zu, da diese etwa 20 % höhere Ergebnisse anzeigen.